# Luyện tập một bên

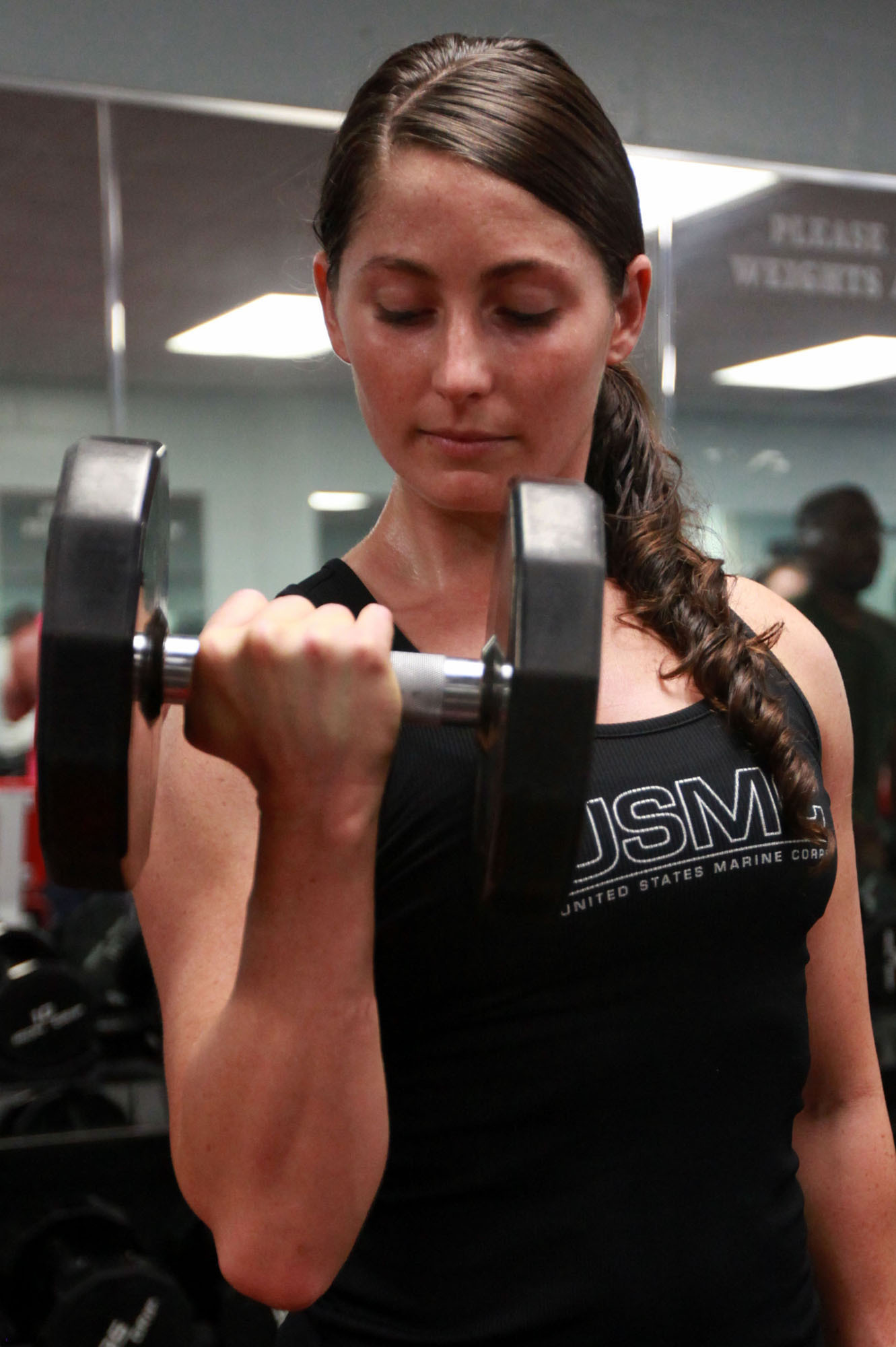
Tập tạ bằng một tay

Luyện tập một bên (Unilateral training) hay tập luyện sử dụng một bên cơ thể là thực hiện một động tác hoặc một bài tập đòi hỏi sự cô lập việc sử dụng các nhóm cơ ở một bên của cơ thể tại một thời điểm. Trái ngược với cách tập luyện truyền thống là tập phân bố đều cả hai bên cơ thể (Bilateral training). Tập luyện một bên bao gồm việc thực hiện các bài tập thể dục bằng một chi thay vì hai chi. Bài tập một bên thường được sử dụng trong các chế độ đào tạo toàn diện và đặc biệt là các chế độ của những người chơi thể thao chuyên nghiệp và vận động viên và được sử dụng bổ sung cho bài tập đều hai bên. Bài tập một bên có thể mang lại nhiều lợi ích bao gồm cải thiện sự cân bằng cơ giữa bên trái và bên phải cơ thể của một người, cân đối cơ thể, cải thiện cảm giác đối xứng, thăng bằng và giúp tránh hoặc phục hồi chấn thương. Phương pháp này giúp tránh tập luyện quá sức hoặc quá lạm dụng bên khỏe hơn của cơ thể. Bài tập một bên cũng giúp các nhóm cơ làm việc độc lập và điều chỉnh sự mất cân bằng của cơ (lệch cơ), cải thiện khả năng cân bằng sử dụng các cơ chính, hỗ trợ ngăn ngừa chấn thương và tạo điều kiện phục hồi chức năng.

## Đại cương
Các bài tập này thường giúp cảm nhận cơ tốt hơn, ví dụ, squat một bên sử dụng một chân (Pistol squat/Bulgaria squat) khi phải trụ vững bằng một chân duy nhất, chân còn lại sẽ hầu như không di chuyển và chỉ phải chịu áp lực nhẹ so với squat hai bên sử dụng hai chân. Đẩy tạ đơn bên sử dụng một tay và đẩy tạ hai bên sử dụng hai tay. Tùy thuộc vào bài tập, điều này cũng có thể bao gồm việc sử dụng các thiết bị khác nhau, tức là tạ tay thay vì tạ đòn. Bản chất của các bài tập này sẽ không cho phép mọi người sử dụng cùng một lượng tạ như một bài tập thông thường. Giảm trọng lượng cho phép tập trung vào cảm nhận cơ và điều chỉnh kỹ thuật đang thực hiện. Khi tập luyện với phương pháp này, vì mỗi bên của cơ thể phải làm việc độc lập nên tình trạng lệch cơ có thể được cải thiện. Bên cạnh đó, không chỉ các nhóm cơ chính mới được tập với hình thức này, kể cả các nhóm cơ giúp ổn định cơ thể (Stabilising muscles) cũng có điều kiện phát triển. Để khắc phục lệch cơ thì đầu tiên phải đảm bảo tập luyện đúng kĩ thuật động tác trước, sau đó hạ mức tạ xuống và tập luyện thiên về bên yếu nhiều hơn. Khi bên cơ bắp đối diện có hiện tượng đuối và không tiếp tục được thì dừng lại, dù bên cơ mạnh còn sức đẩy nhưng cũng không tiếp tục đẩy nữa, lâu dần cơ yếu sẽ bắt kịp sự phát triển của cơ mạnh và sự lệch cơ sẽ giảm rõ rệt.

## Lệch cơ
Lệch cơ (Muscle imbalance) hay mất cân bằng cơ là sự mất đối xứng về mặt cơ bắp khi so trên trục cơ thể, điều này khiến cơ thể không được đối xứng bên to bên nhỏ, bên thấp, bên cao, bên hóp, bên nhô. Lệch cơ trong tập luyện thể hình là tình trạng mất cân đối về sức mạnh, kích thước hoặc phát triển của các nhóm cơ trong cơ thể thường xảy ra khi một bên cơ bắp hoặc một nhóm cơ được phát triển mạnh hơn so với bên còn lại. Có nhiều nguyên nhân từ thói quen tập luyện không cân đối trong việc tập đều trên hai bên cơ thể, cách thức thực hiện bài tập không đúng, sự ưa thích sử dụng một bên cơ thể nhiều hơn bên còn lại trong các hoạt động hàng ngày như sử dụng tay thuận nhiều hơn tay không thuận (do cử động bên tay thuận thoải mái hơn, dễ dàng hơn, tốc độ xử lý nhanh hơn bên kia nhất là khi phải phản xạ đột ngột trong tích tắc, động tác tinh chỉnh, đúng ý và điêu luyện hơn), sự chuyển động không cân đối của vai như động tác chuyển động vai một bên cao hơn bên kia có thể tạo ra sự mất cân đối và ảnh hưởng đến cơ bắp. Bị lệch cơ trong quá trình tập luyện do tập lệch tạ, nâng tạ tay cao tay thấp, tay trước tay sau. Khác biệt về chiều dài của các cánh tay như một cánh tay ngắn hơn cánh tay kia có thể tạo ra sự không đều khi tập luyện dẫn đến sự lệch cơ. Phần cơ bên tay thuận to hơn là bình thường vì sử dụng tay đó nhiều hơn, nhóm cơ đó khỏe hơn nên phát triển tốt hơn phía đối diện. Thậm chí phía tay phải thuận nhưng ngực trái to hơn là điều bình thường, chẵng hạn khi đẩy tạ, tay thuận mạnh hơn thì nó dùng lực ở cánh tay nhiều hơn làm cho cơ ngực dùng lực ít lại và ngược lại tay bên kia yếu hơn thì nó dùng lực từ cơ ngực nhiều hơn, lâu dần sẽ gây ra hiện tượng ngực bên to bên nhỏ. 

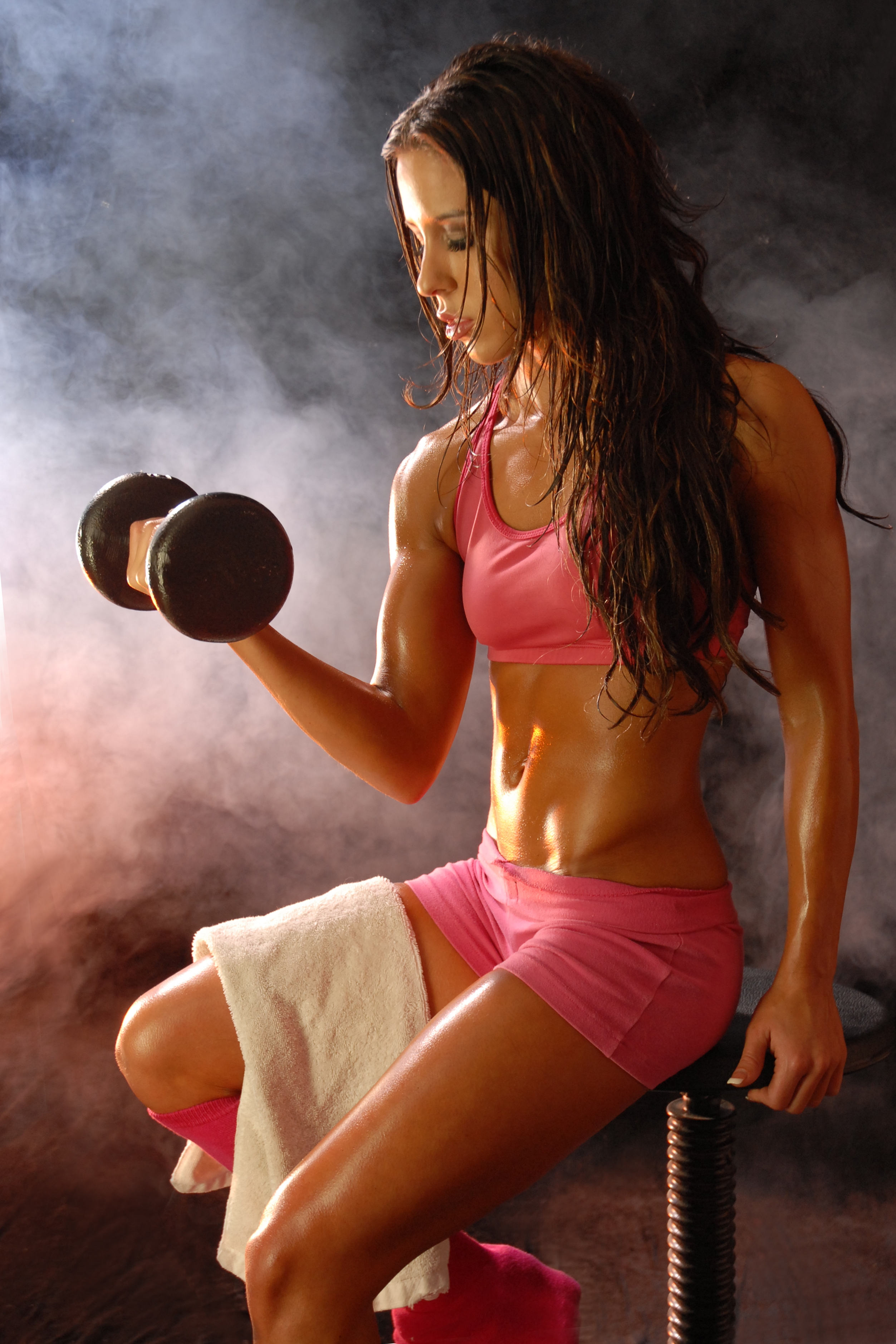
Tập tạ một bên

Việc cơ bắp lệch có thể dẫn đến mất cân đối trong cơ thể, tạo ra sự không đồng đều giữa hai bên, gây ra tình trạng bên nhỏ, bên thấp hoặc bên cao so với bên còn lại. Đồng loại hình lệch cơ chủ yếu bao gồm hai dạng:
- Lệch cơ đối kháng: Đây là dạng phổ biến nhất, trong đó các bộ phận cơ bắp ở hai bên cơ thể không cân đối. Ví dụ như tay trái có thể lớn hơn tay phải, đùi trái lớn hơn đùi phải, hay ngực trái phát triển nhiều hơn ngực phải.
- Lệch các nhóm cơ: Loại lệch này tập trung vào sự không cân đối giữa các nhóm cơ trong cùng khu vực cơ thể. Ví dụ, có thể là sự mất cân đối giữa cơ trước và cơ sau, như cơ ngực phát triển hơn so với cơ lưng, dẫn đến tình trạng lưng bị gù hoặc sự không đồng đều giữa cơ bắp ở phần thân trên và phần thân dưới.

Nhiều môn thể thao yêu cầu người tham gia thực hiện các hành động bằng một chi, chẵng hạn một cầu thủ bóng đá có thể đá bóng khi đứng trên một chân, và một vận động viên quần vợt có thể đánh bóng bằng cách vung vợt bằng một tay. Việc tăng cường sức mạnh cho các chi theo cách lệch bên có thể giúp người chơi thực hiện các hành động này hiệu quả hơn so với khi các chi được rèn luyện theo cách đều bên. Điều này là do động tác lệch bên giống với hoạt động thể thao hơn và dựa trên nguyên tắc đặc thù, các lợi ích thu được từ nó có thể giúp tập trung sức và phân bố lực nhiều hơn, chính xác hơn, chuẩn hơn khi chơi thể thao Điều đáng chú ý là chạy bộ được coi là một hoạt động lệch bên vì nó liên quan đến việc sử dụng luân phiên giữa việc sử dụng chân đơn lẻ. Đi bộ đôi khi cũng được coi là một hoạt động lệch bên vì lý do này mặc dù nó liên quan đến yếu tố thăng bằng. Những thay đổi hướng đột ngột trong khi chơi thể thao cũng thường được thực hiện theo lệch trọng tâm (thường sẽ theo hướng của bên thuận), chuyển và phân bố trọng tâm không đều.
Một số người có thể bị mất cân bằng cơ giữa các bên khác nhau của cơ thể, bao gồm cả các chi, nghĩa là một bên mạnh hơn bên kia quá mức. Điều này thường có nghĩa là hiệu suất bị cản trở và nguy cơ chấn thương tăng lên. Sự mất cân bằng như vậy có thể là kết quả của các yếu tố lối sống, chẳng hạn như ngồi trước máy tính bằng chuột hoặc do luyện tập không cân bằng hoặc vì những lý do khác. Sự mất cân bằng này có thể không được giải quyết bằng cách luyện tập đều bên vì nó có thể tiếp tục trong quá trình tập luyện. Tuy nhiên, với việc luyện tập một bên, người đó chắc chắn thực hiện cùng một lượng công việc với cả hai bên cơ thể và do đó có thể có nghĩa là sự mất cân bằng cơ được giải quyết. Tình trạng cơ bắp lệch cũng có nhiều nguyên nhân gây ra, chủ yếu bắt nguồn từ thói quen tập luyện và cách sinh hoạt hàng ngày, các công việc văn phòng, hay học sinh, sinh viên phải ngồi học, làm việc rất nhiều nhưng lại chủ quan và không quan tâm đến tư thế ngồi khi làm việc. Phải ngồi làm việc liên tục nhiều giờ liền khiến cho các cơ hoạt động quá mức, cột sống phải chịu áp lực nâng đỡ hơn khi đứng. Tư thế ngồi sai sẽ ảnh hưởng đến vấn đề về cột sống, cơ xương khớp và cuộc sống hàng ngày. Lệch cơ cũng có thể xuất phát từ vị trí cơ thể tự nhiên như xương sườn hai bên không đều có thể phát triển do thói quen nằm ngủ nghiêng trong thời gian dài, hoặc tình trạng lệch cơ đến từ sự không đều trong cấu trúc đầu gắn với cơ ngực và xương ức hai bên cũng có thể tạo ra sự không cân đối trong cơ bắp.

## Bài tập
Vì các bài tập một bên nhấn mạnh vào việc sử dụng cơ theo cách khác biệt với các bài tập hai bên, và do đó thay đổi tỷ lệ các cơ khác nhau tham gia, chúng có thể được lựa chọn để tập trung vào việc rèn luyện các cơ cụ thể. Ví dụ, động tác ngồi xổm (đổ mông) một chân kích hoạt cơ mông giữa nhiều hơn động tác ngồi xổm tách chân sau nâng cao Các bài tập một bên có thể yêu cầu một người phải cố gắng hơn để duy trì cảm giác thăng bằng trong khi tập. Do đó, cảm giác thăng bằng của người tập có thể được cải thiện. Điều này đặc biệt đúng đối với các bài tập một chân vì người tập phải chú ý giữ thăng bằng thay vì tập luyện bằng hai chân. Trên cơ sở này, các bài tập một bên được coi là có chức năng chuyên biệt hoá cao, vì cảm giác thăng bằng được cải thiện mà chúng giúp phát triển, chuyển giao tốt sang hầu hết các môn thể thao và điền kinh mà người tham gia có nhiều khả năng cần giữ thăng bằng trên một chân và thực hiện một hành động, hoặc di chuyển qua một phạm vi chuyển động chỉ sử dụng một chân làm cơ sở bổ trợ.
Do thực tế là các bài tập một bên thường được thực hiện nhiều hơn ở một bên so với bên kia, so với trọng tâm của một người, nên hiệu suất của chúng đòi hỏi hoạt động cốt lõi khác nhau và thường tăng lên để cung cấp sự ổn định thích hợp trong quá trình tập luyện. Ví dụ, việc nâng tạ bằng một tay qua đầu của một người, yêu cầu họ phải ổn định cốt lõi của mình theo một cách khác so với khi họ nâng tạ qua đầu bằng hai tay. Nhìn chung, điều này có nghĩa là họ phải làm việc chăm chỉ hơn để ổn định trọng lượng và bản thân trong khi nâng, nghĩa là mức độ kích hoạt cốt lõi cao hơn. Việc tập trung vào việc cân đối việc luyện tập cho cả hai bên cơ thể là rất quan trọng, cần phải chú trọng đến việc phát triển và tăng cường cả hai bên cơ để đảm bảo cơ bắp phát triển đồng đều và không gây ra sự mất cân bằng. Tập trung vào việc tập các bài tập cân đối cả hai bên, sử dụng trọng lượng vừa phải và tập luyện đúng cách để không tạo ra áp lực quá mức lên một bên cơ thể. Đồng thời, chú trọng đến việc kỹ thuật luyện tập chính xác để cơ bắp phát triển đồng đều và không gây ra sự lệch lạc giữa các nhóm cơ. Khi tập bài tập song phương (đều hai bên) thì hãy cố suy nghĩ về bên không thuận nhiều hơn để não có phản xạ chú ý đến bên không thuận từ đó phân bố trọng tâm, trọng lực thích đáng cho bên yếu.